# Arecolină
Arecolina este un compus parasimpatomimetic analog de acid nicotinic. Este un alcaloid de origine naturală, fiind întâlnit în fructele speciei Areca catechu. Este un lichid uleios inodor. Prezintă efecte psihoactive similare cu cele induse de nicotină. Totuși, spre deosebire de nicotină, arecolina este un agonist parțial al receptorilor colnergici muscarinici de tipul M1, M2, M3 și M4, ceea ce conferă proprietățile parasimpatomimetice. De asemenea, acționează ca agonist al receptorilor nicotinici, ceea ce poate explica efectul său antiinflamator.